# فيسنتي سوريانو
فيسنتي سوريانو (بالإسبانية: Vicente Soriano Serra)‏ هو شخصية أعمال إسباني، ولد في 1953 في Puçol ‏ في إسبانيا.